# Prêmio Arthur Friedenreich de 2015
O Prêmio Arthur Friedenreich de 2015 foi a 8ª edição do prêmio, criado pela Rede Globo, destinado ao maior artilheiro da temporada no futebol brasileiro.

## Classificação

### Geral
Atualizado em 11 de dezembro de 2015.
| #   | Jogador          | Clube(s)                             | Gols |
| --- | ---------------- | ------------------------------------ | ---- |
| 1º  | Ricardo Oliveira | Santos                               | 37   |
| 2º  | Kieza            | Bahia                                | 29   |
| 3º  | Alexandre Pato   | São Paulo                            | 26   |
| 3º  | Kayke            | Flamengo / ABC                       | 26   |
| 5º  | Robert           | Vitória / Sampaio Corrêa             | 23   |
| 5º  | Zé Carlos        | CRB                                  | 23   |
| 7º  | Fred             | Fluminense                           | 22   |
| 7º  | Lucas Pratto     | Atlético Mineiro                     | 22   |
| 9º  | Daniel Morais    | Náutico / Tupi                       | 21   |
| 9º  | Gabriel          | Santos                               | 21   |
| 9º  | Max              | América de Natal                     | 21   |
| 9º  | Rafael Oliveira  | ABC / Botafogo-PB                    | 21   |
| 9º  | Tozin            | Luverdense / Aparecidense            | 21   |
| 14º | Nonato           | Treze / Goianésia                    | 20   |
| 14º | Yago Pikachu     | Paysandu                             | 20   |
| 16º | Erik             | Goiás                                | 19   |
| 16º | Valdívia         | Internacional                        | 19   |
| 18º | Alexandre Matão  | Rio Branco-AC / São Paulo-RS         | 18   |
| 18º | Cabixi           | Cuiabá / Vilhena / Poconé            | 18   |
| 18º | Leandro Damião   | Cruzeiro                             | 18   |
| 21º | Anselmo          | Macaé / Boavista-RJ                  | 17   |
| 21º | Felipe Alves     | Boa Esporte / Campinense             | 17   |
| 21º | Leandrão         | Vasco-RJ / Brasil-RS / Novo Hamburgo | 17   |
| 21º | Raphael Lucas    | Coritiba                             | 17   |
| 25º | Charles          | Rio Branco-AC / Fast Clube           | 16   |
| 25º | Diego Souza      | Sport                                | 16   |
| 27º | Rafael Marques   | Palmeiras                            | 15   |
| 28º | André            | Sport                                | 14   |
| 28º | Paolo Guerrero   | Flamengo / Corinthians               | 14   |
| 28º | Raphael Luz      | Atlético Goianiense / Cuiabá         | 14   |
| 28º | Thiago Santana   | Figueirense / Atlético de Ibirama    | 14   |
| 31º | Alecsandro       | Palmeiras / Flamengo                 | 12   |
| 31º | Assisinho        | Ceará                                | 12   |
| 31º | Daniel Cruz      | CRB / Santa Rita                     | 12   |
| 31º | Magno Alves      | Fluminense / Ceará                   | 12   |
| 31º | Nena             | Brasil de Pelotas                    | 12   |

### Por Posicionamento do Jogador em campo
- Fonte:GloboEsporte.com[2]

#### Goleiros
| #  | Jogador      | Clube(s)            | Gols |
| -- | ------------ | ------------------- | ---- |
| 1º | Rogério Ceni | São Paulo           | 8    |
| 2º | Márcio       | Atlético Goianiense | 4    |
| 3º | Everson      | Confiança-SE        | 1    |
| 3º | Jhonatan     | Operário-PR         | 1    |

#### Zagueiro
| #  | Jogador         | Clube(s)              | Gols |
| -- | --------------- | --------------------- | ---- |
| 1º | Fred            | Novo Hamburgo / Goias | 9    |
| 2º | Gilson          | Princesa do Solimões  | 8    |
| 2º | Rogério Paraíba | Salgueiro             | 8    |
| 2º | Vitor Hugo      | Palmeiras-SP          | 8    |
| 5º | Edvânio         | Sampaio Correa        | 7    |
| 5º | Leandro Amaro   | ABC-RN                | 7    |
| 5º | Rodrigo         | Vasco                 | 7    |
| 5º | Roger Carvalho  | Botafogo              | 7    |

#### Laterais
| #  | Jogador          | Clube(s)             | Gols |
| -- | ---------------- | -------------------- | ---- |
| 1º | Yago Pikachu     | Paysandu             | 20   |
| 2º | Cleiton Cearense | Atlético-PB          | 7    |
| 2º | Rodolfo          | Comercial-MS         | 7    |
| 2º | Zé Roberto       | Palmeiras-SP         | 7    |
| 5º | Bruno Felipe     | Paraná / Boa Esporte | 5    |
| 5º | Ferrugem         | Estrela do Norte.    | 5    |
| 5º | Ricardinho       | Paraná               | 5    |

#### Volantes
| #  | Jogador      | Clube(s)        | Gols |
| -- | ------------ | --------------- | ---- |
| 1º | Souza        | Bahia           | 10   |
| 2º | Elias        | Corinthians     | 9    |
| 2º | Jean         | Fluminense      | 9    |
| 4º | Pio          | Fortaleza       | 8    |
| 5º | Diones       | Sampaio Correia | 7    |
| 5º | Willian Arão | Botafogo        | 7    |

#### Meias
| #  | Jogador       | Clube(s)             | Gols |
| -- | ------------- | -------------------- | ---- |
| 1º | Valdívia      | Internacional        | 19   |
| 2º | Diego Souza   | Sport                | 17   |
| 3º | Jadson        | Corinthians          | 16   |
| 3º | Ricardinho    | Ceará                | 16   |
| 4º | Evandro Russo | Rio Branco-AC        | 15   |
| 4º | Raphael Luz   | Atlético-GO e Cuiabá | 15   |

#### Atacantes
| #  | Jogador          | Clube(s)                 | Gols |
| -- | ---------------- | ------------------------ | ---- |
| 1º | Ricardo Oliveira | Santos                   | 37   |
| 2º | Kieza            | Bahia                    | 29   |
| 3º | Alexandre Pato   | São Paulo                | 26   |
| 3º | Kayke            | Flamengo / ABC           | 26   |
| 5º | Robert           | Vitória / Sampaio Corrêa | 23   |
| 5º | Zé Carlos        | CRB                      | 23   |